# La fine (novella)
La fine è una novella di Samuel Beckett scritta in francese e pubblicata in Nouvelles et textes pour rien, presso le Éditions de Minuit di Parigi nel 1955, volume che contiene anche le novelle Lo sfrattato e Il calmante, e i tredici Testi per nulla. La traduzione in inglese, fatta dall'autore stesso nel 1954 in collaborazione con l'amico Richard Seaver, è uscita nel 1967 con il titolo The End, all'interno della raccolta No's Knife presso la John Calder di Londra.
È probabilmente la prima prova che l'autore, irlandese (che ha scritto e scriverà ancora anche in inglese), scrive in francese, una soluzione che lo avvia verso l'asciuttezza sintattica e l'astrazione tematica dei successivi capolavori. Nel febbraio del 1946 mentre sta scrivendo un racconto in inglese (pubblicato con il titolo Suite su "Les Temps Modernes"), traccia una linea e ricomincia a scriverlo in francese. La novella sarà pubblicata per intero solo nel 1955. In italiano è stata tradotta da Carlo Cignetti nel 1967, quindi unita a Primo amore, nel 1971.

## Trama
Un uomo viene scacciato da un luogo (come in Lo sfrattato), ma il luogo è vago e imprecisato: forse un ospedale psichiatrico o una galera. Si mette a cercare un posto e finisce in uno scantinato, da dove viene scacciato nuovamente. Si rifugia quindi presso un amico che abita in una grotta in riva al mare, quindi lascia anche questo luogo e va in montagna, in una capanna di legno. Decide infine di essere un clochard e trova sistemazione in un canotto abbandonato in un garage dove sogna di lasciarsi trasportare dalle onde in alto mare.

## Edizioni
- Samuel Beckett, La fin, in Nouvelles et textes pour rien, Éditions de Minuit, Paris, 1955
- id., The End, in No's Knife, Calder, London, 1967
- id., La fine, in Novelle e testi per nulla, trad. Carlo Cignetti, "La ricerca letteraria", Einaudi, Torino, 1967
- id., in Primo amore, "Supercoralli", Einaudi, Torino, 1971
- id., in Primo amore - Novelle - Testi per nulla, "Nuovi coralli" n. 250, Einaudi, Torino, 1974, pp. 76–102.
- id., in Racconti e prose brevi, a cura di Paolo Bertinetti, "Letture", Einaudi, Torino, 2010, ISBN 978-88-06-20215-6